# Palazzo dell'Immacolatella
Le Palazzo dell'Immacolatella est un palais de style Baroque tardif situé au bord de la mer à Naples, en Italie. 

## Histoire
La conception du palais est attribuée au peintre, sculpteur et architecte Domenico Antonio Vaccaro et il a été achevé dans les années 1740, à la station de quarantaine pour le port de Naples. À l'époque, il se trouvait sur une presqu'île reliée à la terre par le biais de l'église de Santa Maria del Portosalvo (Sainte Marie du Refuge). La zone nord a été comblée dans les années 1930.

## Nom
Le palais est ainsi nommé en raison de la statue de l'Immaculée Conception de Francesco Pagano, qui se trouve sur le toit au dessus de l'entrée. La célèbre fontaine de l'Immacolatella, maintenant appelée la Fontana del Gigante (fontaine du Géant), était initialement associée à la construction, et conçue par Michel-ange Naccherino. Elle a été déplacée et se trouve maintenant sur la route du bord de mer, via Nazario Sauro, près du Castel dell'Ovo.

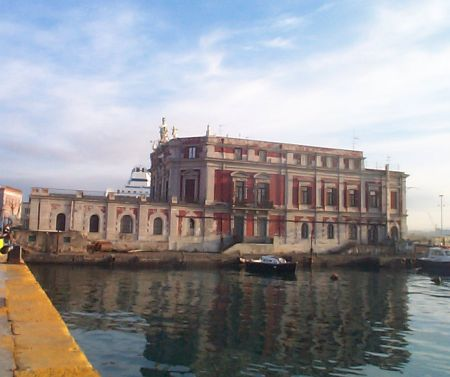
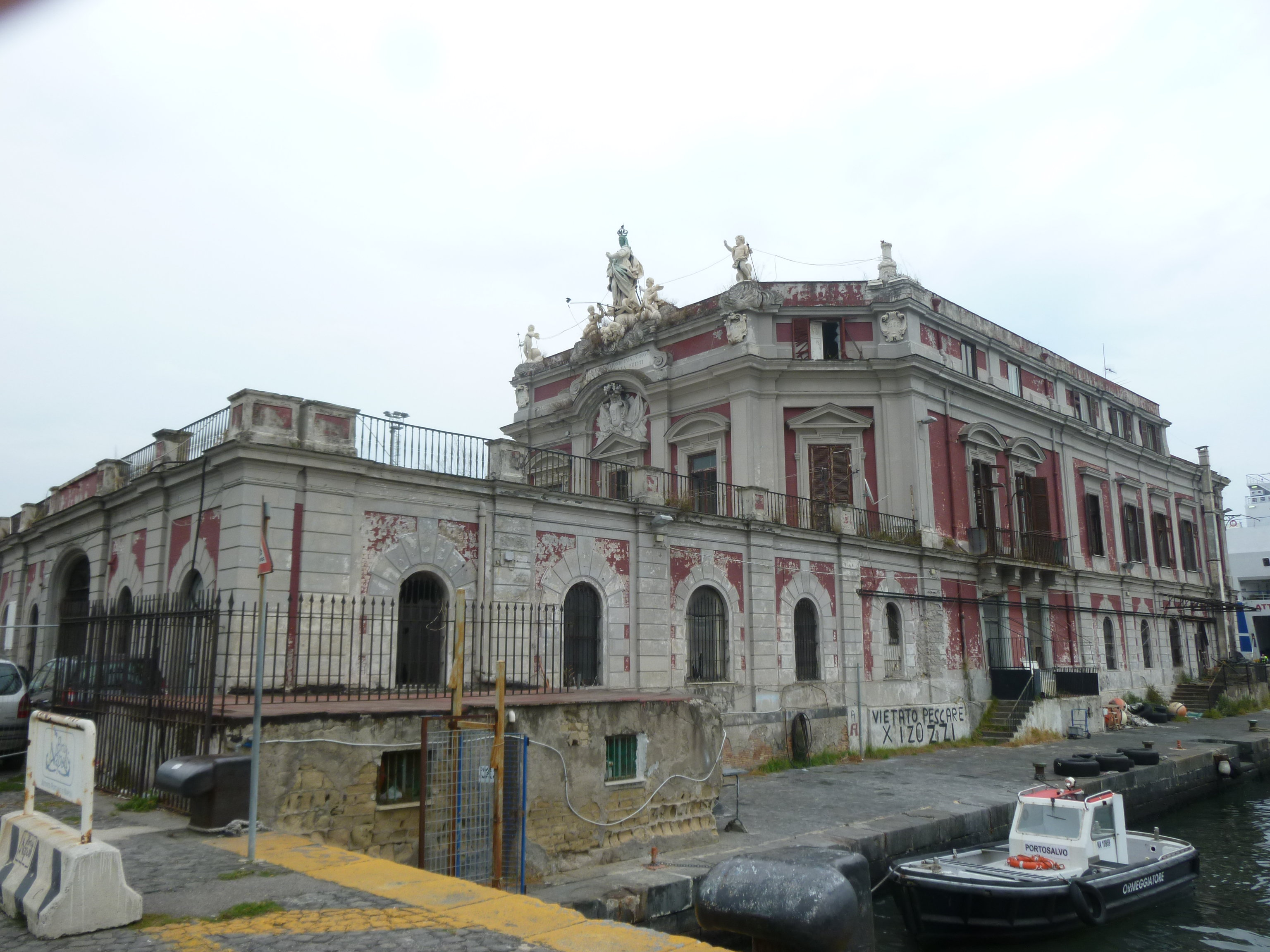
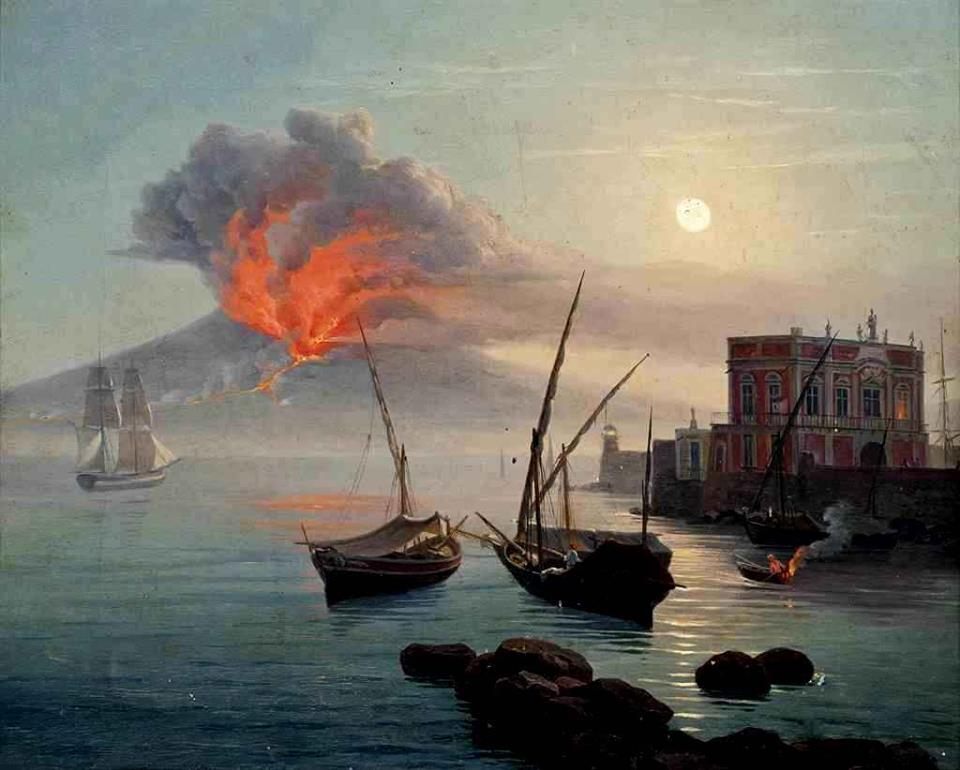
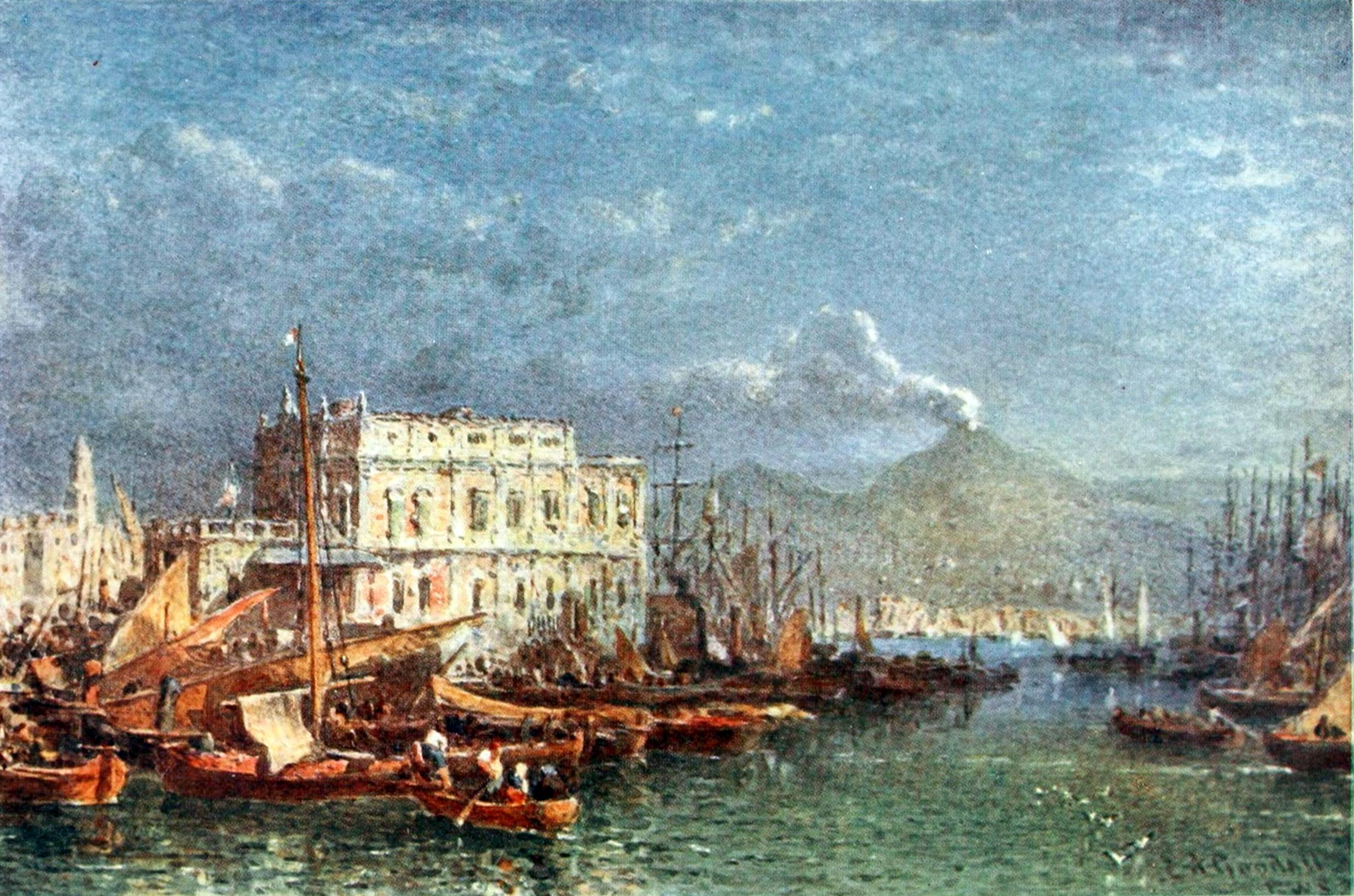
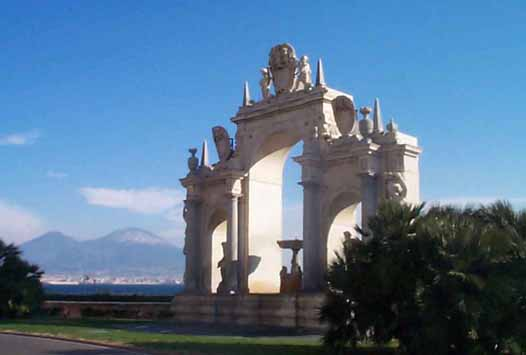
La fontaine de l'Immacolatella, maintenant au Castel dell'Ovo